# Hydropsyche contubernalis
Hydropsyche contubernalis – gatunek owada z rzędu chruścików i rodziny wodosówkowatych (Hydropsychidae). Larwy budują sieci łowne, są wszystkożernymi filtratorami, żyją w dolnych odcinkach dużych rzek potamal nizinnych. Gatunek w Polsce niezbyt często spotykany. W Polsce prawdopodobnie występują dwa podgatunki: H. c. masovica i H. c. borealis. Larwy charakteryzują się dużym polimorfizmem ubarwienia.